# ژنوی‌یو لکس
ژنوی‌یو لکس (فرانسوی: Geneviève Lacasse‎؛ زادهٔ ۵ مهٔ ۱۹۸۹) بازیکن هاکی روی یخ اهل کانادا است.